# Kirsten Liese
Kirsten Liese (* 1964 in Berlin) ist eine deutsche Journalistin, Moderatorin und Autorin.

## Werdegang und Wirken
Nach einem Studium der Musik auf Lehramt und der Germanistik arbeitet Liese seit den 1990er Jahren in diversen Musik- und Kulturredaktionen mit den Schwerpunkten Oper, Konzert und Kino für Hörfunk, Print- und Online-Medien. 2007 legte sie mit ihrer Monographie zu Elisabeth Schwarzkopf ihre erste Buchpublikation vor. 

## Veröffentlichungen (Auswahl)
- Elisabeth Schwarzkopf. Vom Blumenmädchen zur Marschallin. Molden Verlag, Wien 2007, ISBN 978-3-85485-218-6.
- Wagnerheldinnen: Berühmte Isolden und Brünnhilden aus einem Jahrhundert (mit Charles Scribner, Übersetzer). Edition Karo, Berlin 2021, ISBN 978-3-94596-123-0
- Celibidache: Der Maestro im Spiegel von Zeitzeugen. Edition Karo, Berlin 2022, ISBN 978-3-94596-128-5.